# Мария Антуанетта Мекленбургская
Мария Антуанетта Мекленбургская (нем. Marie Antoinette zu Mecklenburg), полное имя Мария Антуанетта Маргарита Матильда Мекленбург-Шверинская (нем. Marie Antoinette Margarethe Auguste Mathilde von Mecklenburg-Schwerin; 28 мая 1884, Венеция, королевство Италия — 26 октября 1944, Блед, королевство Югославия) — немецкая принцесса из дома Мекленбургов, принцесса Мекленбург-Шверинская.

## Биография
Герцогиня Мария Антуанетта родилась в Венеции 28 мая 1884 года. Она была второй дочерью герцога Пауля Фридриха Мекленбург-Шверинского и австрийской княжны Мари цу Виндиш-Грец.
Её братьями и сестрами были герцог Пауль Фридрих Мекленбургский (1882 — 1904), герцогиня Мария Луиза Мекленбургская (1883 — 1883), герцог Генрих Борвин Мекленбургский (1885 — 1942), герцог Йозеф Мекленбургский (род. и ум. 1889).
У герцогини Марии Антуанетты были сложные отношения с кузеном, Фридрихом IV Францем, великим герцогом Мекленбурга, которому постоянно приходилось выплачивать её долги. Самой Марии Антуанетте пришлось продать археологические артефакты, принадлежавшие её матери. Артефакты были обнаружены в ходе раскопок в Австрии и Крайне, в том числе при гальштатских археологических раскопках в Ваце. Некоторые из этих объектов ныне находятся Берлине, Оксфорде и Гарварде
Герцогиня постоянно находилась в обществе фрейлины, Антонии Пиларс де Пилар в городе Блед. Во время Первой мировой войны с 1914 по 1918 год обе служили в нескольких военных госпиталях, как сёстры Красного Креста.
Германский кайзер Вильгельм II рассматривал её кандидатуру в супруги испанского короля Альфонсо XIII, но тот женился на кузине кайзера по материнской линии, принцессе Виктории Евгении Баттенбергской, племяннице британского короля Эдуарда VII.

## Титулы
С 28 мая 1884 по 26 октября 1944 года носила титул Её Высочества герцогини Марии-Антуанетты Мекленбургской.

## Семья
Супруг — Павел Рафалович Бе́рмонт-Ава́лов — русский офицер, генерал-майор, представитель прогерманского течения в белом движении в Прибалтике. В литературе встречаются различные варианты написания отчества и фамилии. Отношение к Бермондту-Авалову в советской и эмигрантской историографии в основном отрицательное. В 1919 возглавил т.н. Особый русский корпус (с сентября 1919 Западная добровольческая армия), сформированный в Германии из русских военнопленных и немецких добровольцев и действовавший с июня 1919 в Латвии совместно с немецкими войсками Рюдигера фон дер Гольца против советских войск. В сентябре 1919 после формальной ликвидации корпуса фон дер Гольца корпус Бермонт-Авалова включил в себя немецкие войска. Отказался выступить на стороне Николая Юденича, вошёл в конфликт с правительствами Латвии и Эстонии, в октябре осадил Ригу и пытался сформировать правительство германской ориентации, но был разбит латвийскими и эстонскими войсками при содействии флота Антанты и эмигрировал в Германию. Похоронен на кладбище Успенского женского Новодивеевского монастыря в Нануэт, Нью-Йорк.